# Andorra a 2022. évi téli olimpiai játékokon
Andorra a kínai Pekingben megrendezett 2022. évi téli olimpiai játékok egyik részt vevő nemzete volt. Az országot az olimpián 3 sportágban 5 sportoló képviselte, akik érmet nem szereztek.

## Alpesisí
Férfi
| Versenyző          | Versenyszám            | 1. futam | 1. futam | 2. futam | 2. futam | Összesítés | Összesítés |
| Versenyző          | Versenyszám            | Idő      | Hely.    | Idő      | Hely.    | Idő        | Helyezés   |
| ------------------ | ---------------------- | -------- | -------- | -------- | -------- | ---------- | ---------- |
| Joan Verdú Sánchez | Óriás-műlesiklás       | 1:04,48  | 13.      | 1:06,80  | 3.       | 2:11,28    | 9.         |
| Joan Verdú Sánchez | Szuperóriás-műlesiklás |          |          |          |          | 1:22,92    | 22.        |

Női
| Versenyző    | Versenyszám            | Eredmény      | Helyezés      |
| ------------ | ---------------------- | ------------- | ------------- |
| Cande Moreno | Lesiklás               | nem ért célba | nem ért célba |
| Cande Moreno | Szuperóriás-műlesiklás | 1:16,72       | 30.           |

| Versenyző    | Versenyszám | Lesiklás | Lesiklás | Műlesiklás | Műlesiklás | Összesítés | Összesítés |
| Versenyző    | Versenyszám | Idő      | Hely.    | Idő        | Hely.      | Idő        | Helyezés   |
| ------------ | ----------- | -------- | -------- | ---------- | ---------- | ---------- | ---------- |
| Cande Moreno | Összetett   | 1:34,05  | 16.      | 1:00,29    | 14.        | 2:34,34    | 12.        |

## Sífutás
Távolsági
Férfi
| Versenyző               | Versenyszám | Klasszikus | Klasszikus | Szabad  | Szabad | Összesen  | Összesen |
| Versenyző               | Versenyszám | Idő        | Hely.      | Idő     | Hely.  | Idő       | Helyezés |
| ----------------------- | ----------- | ---------- | ---------- | ------- | ------ | --------- | -------- |
| Irineu Esteve Altimiras | 15 km       |            |            |         |        | 40:39,4   | 24.      |
| Irineu Esteve Altimiras | 30 km       | 41:37,9    | 27.        | 38:54,1 | 16.    | 1:21:08,2 | 20.      |
| Irineu Esteve Altimiras | 50 km       |            |            |         |        | 1:15:09,8 | 25.      |

Női
| Versenyző   | Versenyszám | Klasszikus | Klasszikus | Szabad  | Szabad | Összesen | Összesen |
| Versenyző   | Versenyszám | Idő        | Hely.      | Idő     | Hely.  | Idő      | Helyezés |
| ----------- | ----------- | ---------- | ---------- | ------- | ------ | -------- | -------- |
| Carola Vila | 10 km       |            |            |         |        | 31:45,0  | 47.      |
| Carola Vila | 15 km       | 25:09,6    | 43.        | 24:32,5 | 50.    | 50:28,8  | 47.      |

## Snowboard
Snowboard cross
| Versenyző     | Versenyszám | Rangsorolás   | Rangsorolás | Nyolcaddöntő | Negyeddöntő | Elődöntő | Döntő    | Helyezés |
| Versenyző     | Versenyszám | Idő           | Hely.       | Helyezés     | Helyezés    | Helyezés | Helyezés | Helyezés |
| ------------- | ----------- | ------------- | ----------- | ------------ | ----------- | -------- | -------- | -------- |
| Maeva Estevez | Női         | nem ért célba | 31.         | nem indult   | kiesett     | kiesett  | kiesett  | 31.      |